# Acinacibolbina
Acinacibolbina is een geslacht van uitgestorven kreeftachtigen uit de klasse van de Ostracoda (mosselkreeftjes).

## Soort
- Acinacibolbina anteropinnata Reynolds, 1978 †